# Hikone, Shiga
Hikone (彦根市 (Ngạn Căn thị) Hikone-shi) là một thành phố thuộc tỉnh Shiga, Nhật Bản.